# أليس فاندربلت موريس
أليس فاندربلت موريس (بالإنجليزية: Alice Vanderbilt Morris)‏ هي ناشطة إسبرنتو أمريكية، ولدت في 7 ديسمبر 1874 في نيويورك في الولايات المتحدة، وتوفيت في 15 أغسطس 1950 في بار هربور في الولايات المتحدة.